# Oasi di Cronovilla
L'Oasi di Cronovilla è un'area naturale protetta di circa 91 ettari situata nell'omonima località di Vignale, frazione di Traversetolo, in provincia di Parma.

## Storia

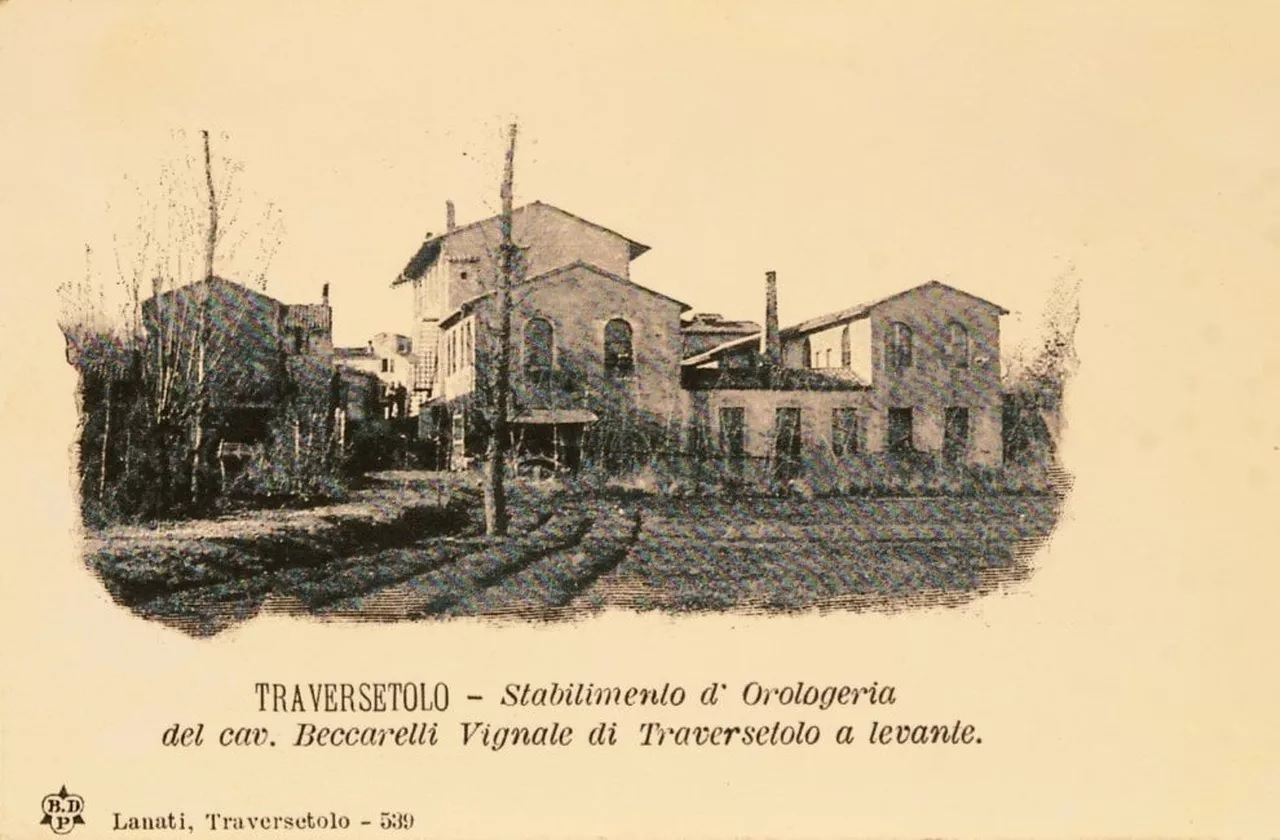
Lo stabilimento di orologeria Beccarelli alla fine del XIX secolo

Il toponimo della località deriva da un'antica fabbrica di orologi che vi sorgeva tra la fine del XIX secolo e gli inizi del XX. L'industria fu fondata a Parma nel 1876 quale "casa di manifattura e commercio di orologeria" da Luigi Beccarelli, che già dal 1872 aveva acquistato la preesistente Villa Vignale e le terre circostanti, comprese tra i torrenti Termina ed Enza e il canale Spelta; sulle rive di quest'ultimo l'imprenditore costruì il Mulino Beccarelli e nel 1881 trasferì l'orologeria, le cui macchine funzionavano con meccanismi azionati dall'acqua. La fabbrica, che impiegava un centinaio di lavoratori, vinse numerosi premi internazionali; fu fornitrice ufficiale di telemetri per la Regia Marina e produsse gli orologi per numerose stazioni ferroviarie italiane e per le principali sedi degli uffici postali nazionali. Dopo la morte del titolare nel 1908, l'attività continuò a pieno regime fino al 1912, mentre successivamente, dopo il cambio di nome in "Eredi Beccarelli cav. Luigi", chiuse definitivamente i battenti nel 1924 per difficoltà di gestione imprenditoriale. In seguito gli edifici furono adibiti a residenze private.
Nel 1999 una porzione di territorio di circa 33 ettari a ridosso dell'Enza, in precedenza occupata da una cava estrattiva di ghiaia rinaturalizzatasi spontaneamente dopo la chiusura, fu trasformata con lo scopo di ricostruire un ambiente in grado di ospitare fauna selvatica. L'area rivelò da subito un'enorme potenzialità biotica, grazie alla vicinanza del torrente, importante rotta migratoria euro-africana per numerose specie di uccelli.
Negli anni seguenti, su spinta di alcuni esperti ambientali, il Comune di Traversetolo decise di modificare il progetto di ripristino di altre cave estrattive aperte in aree adiacenti, per le quali era prevista la riconversione a prato, deliberando, nel 2007, la destinazione dell'intera zona a oasi naturalistica. Grazie all'accordo raggiunto con la ditta proprietaria della cava, la superficie dell'area passò dai 33 ettari iniziali a circa 60 dopo importanti interventi di miglioramento ambientale e l'inserimento di strutture di visita, arrivando a comprendere una serie di laghi e laghetti d'origine artificiale, alimentati dalla falda freatica del corso d'acqua limitrofo.
Il 2 luglio 2012 la giunta regionale dell'Emilia-Romagna deliberò l'ingresso dell'oasi nella Rete Natura 2000 in qualità di zona di protezione speciale e sito di interesse comunitario, e denominando il sito IT4020027 secondo il codice di identificazione comunitario, per una superficie di 91 ettari.
Nel settembre del 2016 il Comune di Traversetolo affidò in convenzione al WWF di Parma la gestione dell'area naturalistica, il cui simbolo raffigura una rana con, sullo sfondo, la torre con orologio della villa Beccarelli.

## Villa Beccarelli

### Storia
L'edificio residenziale fu costruito originariamente forse nel XVIII secolo dai conti Borromeo Arese quale casolare di campagna, affiancato da strutture agricole funzionali alla coltivazione dell'annesso fondo.
Successivamente la Villa Vignale fu alienata ai conti Nasalli ma, date le loro successive vicissitudini economiche, fu acquistata per pochi soldi dal carbonaro toscano Pontoli, il quale apportò varie modifiche agli interni.
Tra il 1870 e il 1871 Luigi Beccarelli acquistò la struttura e le terre circostanti, con lo scopo di impiantarvi una fabbrica di orologi; negli anni seguenti, trasformò l'antico casolare in villa, sopraelevò di un livello l'adiacente edificio rustico per accogliere gli alloggi degli operai e costruì, a poca distanza a est, lo stabilimento industriale, alimentato unicamente da una cascatella presente nell'adiacente canale della Spelta, corso d'acqua artificiale realizzato in epoca medievale e attestato già nel XIV secolo.
La fama raggiunta, ottenuta soprattutto attraverso la produzione di sveglie e orologi da stazione e sedi postali, valse al Beccarelli la vittoria di vari premi anche internazionali, tanto che l'industria poté fregiarsi del titolo di "Prima Manifattura Italiana d'Orologeria". Alla sua morte nel 1908, gli subentrarono la figlia Melania e il genero Giovanni Ferrari, che ribattezzarono lo stabilimento "Ferrari-Beccarelli".
Tuttavia, dopo pochi anni l'industria entrò in crisi; fu ceduta ad Ottavio Ferrari, ma chiuse nel 1924. Successivamente l'ampia tenuta fu acquistata da Carlo Cravenna, che adibì l'intera villa a residenza privata; negli anni 1960 i suoi discendenti la alienarono a nuovi proprietari.

### Descrizione
La villa padronale si sviluppa su una pianta a L. La sua struttura si erge su tre livelli fuori terra. Il lungo corpo principale presenta, decentrata, un'ampia galleria ad arco ribassato, in corrispondenza della quale si erge una torretta dominata da un grande orologio. Il corpo adiacente a nord, originariamente destinato a rustico, si affaccia attraverso un porticato a tre arcate ribassate, anticamente sovrastate da un loggiato in seguito chiuso. Sul lato settentrionale si estende il parco piantumato con alberi d'alto fusto, ove sorgeva un laghetto successivamente prosciugato.
Il corpo di fabbrica dell'antico stabilimento industriale, originariamente esteso su circa 750 m² di superficie, si presenta articolato planimetricamente a forma a U e sviluppato su due livelli; al centro si erge un grosso fabbricato, a sua volta elevato su due piani, originariamente adibito a mulino per cereali, forse preesistente al resto del complesso; non si conserva una parte dell'ala sud, abbattuta negli anni 1980.

## Territorio
L'oasi si estende su una superficie di circa 60 ettari all'interno del lembo di territorio pianeggiante sulla riva sinistra del torrente Enza, immediatamente a monte dell'immissione del torrente Termina.
La zona è caratterizzata dall'alternanza di folti boschi, prati e laghi, collegati attraverso 2 km di sentieri ghiaiati percorribili a piedi, in bicicletta e parzialmente a cavallo.
Per consentire l'osservazione delle numerose specie di uccelli, sparsi qua e là si trovano 22 osservatori in legno, due dei quali appositamente dedicati alle scuole; il primo installato fu denominato "Capanno di Alice" in riferimento alla protagonista del libro Le avventure di Alice nel Paese delle Meraviglie, per le notevoli possibilità fotografiche che dimostrò fin da subito. L'oasi ospita inoltre due aule didattiche all'aperto e un'area picnic.

## Flora
La flora spontanea è costituita dalla tipica vegetazione dei corsi d'acqua emiliani, ove si alternano tratti boscosi, arbusteti e praterie aride.
Nelle aree a prateria xerofila (cioè amante dell'arido), si incontrano basse erbe, graminacee, tra cui frequenti forasacchi, oltre ad arbusti spinosi come i cardi ed essenze officinali come artemisie. Sono ben rappresentate varie specie di fiori, dei quali molti protetti, come le rare orchidee, tra le quali Anacamptis coriophora, Ophrys bertolonii, Ophrys apifera, Ophrys holosericea e Anacamptis pyramidalis.
Le zone semiaride sono puntellate da arbusti, tra cui folti gruppi di olivelli spinosi, oltre a prugnoli, biancospini e rose.
Lungo l'alveo fluviale si stende una fascia boscata, costituita prevalentemente da salici, pioppi bianchi e neri e ontani, intervallati da querce e robinie.
Nei laghi si trovano numerose specie di piante acquatiche e semi-acquatiche, mentre sui margini sono abbondanti i canneti, i cariceti e gli scirpeti, favoriti dall'elevata umidità.
In tutta l'oasi sono presenti oltre 200 specie di fiori.

## Fauna
La fauna è costituita innanzi tutto da oltre 180 specie di uccelli, 140 delle quali protette; particolarmente numerosi sono i picchi rossi maggiori, gli scriccioli, i pettirossi, i passeri scopaioli, le capinere, le cince bigie, i codirossi spazzacamino, i fringuelli, le cinciarelle e le cinciallegre; molto diffusi sono inoltre gli occhioni, le tottaville, i calandri, gli ortolani, le averle piccole, gli aironi cenerini, i gruccioni, i martin pescatori e le garzette; più rari sono invece i picchi verdi e gli sparvieri. Inoltre, nei canneti si trovano nidi di cannaiole; i laghi sono invece popolati da folaghe e da varie specie di anatre, tra cui gli stanziali germani reali, alzavole e canapiglie, oltre a codoni, marzaiole, moriglioni e altri che vi trascorrono solo periodi più brevi.
I prati sono abitati prevalentemente da topi selvatici e mustioli, mentre nei periodi di fioritura sono frequenti le api.
Le aree boschive sono popolate da alcuni cervi. L'oasi è inoltre popolata da moltissime farfalle, libellule e coleotteri; di interesse risultano in particolare le rare falene dell'edera e i cervi volanti. Non mancano i chirotteri, tra i quali i vespertili maggiori, i pipistrelli nani e i pipistrelli di Savi. Tra i mammiferi, si trovano vari caprioli, scoiattoli, oltre a numerose lepri; frequenti sono le tracce di lupi, cinghiali e volpi di passaggio.
Molto comuni nei pressi degli specchi d'acqua sono gli anfibi, tra i quali numerose rane verdi, rane dalmatine, raganelle e tritoni crestati, alcuni molluschi come Unio pictorum, oltre ad alcuni rettili.
Nei laghi sono stati introdotte numerose specie di pesci quali alborelle, carpe erbivore, cavedani, pesci persici, storioni americani, trote iridee, vaironi occidentali, barbi italici. Nel canale della Spelta erano pure segnalati anche i gamberi di fiume, al cui posto si trovano gamberi della Louisiana.

## Accessi
L'oasi, accessibile anche ai disabili e dotata di parcheggi, è raggiungibile da sud dal centro di Vignale, posto lungo la strada Pedemontana che collega Traversetolo e San Polo d'Enza.